# Боа джудже на Фейк
Боите джуджета на Фейк (Tropidophis feicki) са вид влечуги от семейство Дървесни бои джуджета (Tropidophiidae).
Разпространени са в западната част на Куба.
Таксонът е описан за пръв път от американския зоолог Албърт Шварц през 1957 година.